# Songs in A Minor
Songs in A Minor è l'album in studio di debutto della cantautrice statunitense Alicia Keys, pubblicato dalla J Records nel 2001.
Accolto positivamente dalla critica musicale, il progetto ha ottenuto sei candidature ai Grammy Awards, vincendo cinque premi tra cui al miglior Album R&B e alla canzone dell'anno, miglior interpretazione R&B femminile e miglior canzone R&B per il singolo d'esordio Fallin'.
Songs in A Minor ha generato un grande impatto nella discografia mondiale, esordendo al primo posto della Billboard 200 statunitense, oltre che tra le prime dieci posizioni di Australia, Canada, Francia, Germania, Italia, Paesi Bassi e Regno Unito.

## Antefatti e descrizione
Songs in A Minor si compone di brani scritte e composti da Keys sin dall'età di 14 anni, età in cui ha scritto il primo brano Butterflyz. Successivamente, dopo il diploma alla Professional Performing Arts School di New York, si è iscritta alla Columbia University, lasciando gli studi dopo quattro settimane per intraprendere la carriera musicale grazie al contratto con la So So Def Records di Jermaine Dupri, associata alla Columbia Records. Keys  ha iniziato a produrre e registrare l'album nel 1998, anno in cui la Columbia Records ha rifiutato il progetto portando alla scissione del contratto discografico.

Nel 1999 Keys si esibì per Clive Davis, che intuì le capacità dell'artista e acquistò il contratto della Keys dalla Columbia e la scritturò inizialmente per la Arista Records e poi per la J Records. Per l'album furono registrate in totale 32 canzoni, scritte, arrangiate e prodotte la maggior parte dell'album dalla stessa cantante, con influenze dalla musica classica, jazz, soul e hip hop. La cantante ha raccontato il processo di registrazione e composizione:

## Singoli
Dall'album sono stati estratti quattro singoli: Fallin', A Woman's Worth, How Come You Don't Call Me e Girlfriend. Fallin’ ha avuto un successo straordinario, raggiungendo la vetta di molti paesi e diventando probabilmente il suo cavallo di battaglia. La canzone viene premiata come canzone dell'anno e miglior canzone R&B ai Grammy Awards del 2002. A Woman's Worth parla dei diritti delle donne ed è il secondo singolo estratto. Ha avuto un successo simile al precedente, anche se minore in termini di vendite. How Come You Don't Call Me è una cover di Prince, che originariamente la eseguiva in falsetto. La versione di Alicia è stata molto apprezzata e per questo l'artista è stata definita da alcuni critici la versione femminile del celebre cantautore. Girlfriend, essendo il singolo di chiusura, ha avuto meno successo rispetto ai precedenti.

## Accoglienza
Songs in A Minor ha ricevuto recensioni generalmente positive dalla critica, venendo considerato tra i miglior album pubblicati dalla cantante. Su Metacritic, sito che assegna un punteggio normalizzato su 100 in base a critiche selezionate, ha un punteggio medio di 78, basato su 10 recensioni.
Recensendo l'album su NME, Sam Faulkner ha descritto l'equilibrio tra musica contemporanea e retrospettiva come «un atto di puro genio». La rivista Q l'ha salutato come «un candidato privilegiato per guidare la rivoluzione nu-soul, con una voce che sfida quella di Mary J. Blige». Richard Harrington del The Washington Post ha scritto a favore delle influenze musicali della Keys nell'album e ha affermato che la cantante ha «una maturità vocale e un istinto di scrittura superiori ai suoi anni».

## Riconoscimenti
- Grammy Award[41]
  - 2002 – Miglior Album R&B
- NAACP Image Award[42]
  - 2001 – Miglior album
- Soul Train Music Awards[43]
  - 2002 – Miglior album R&B/Soul femminile
  - 2002 – Candidatura all'album R&B/Soul or Rap dell'ano

## Tracce
1. Piano & I – 1:50 (Alicia Keys)
2. Girlfriend – 3:34 (Alicia Keys, Jermaine Dupri, Joshua Thompson)
3. How Come You Don't Call Me – 3:58 (Prince)
4. Fallin' – 3:30 (Alicia Keys)
5. Troubles – 4:29 (Alicia Keys, Kerry Brothers Jr.)
6. Rock Wit U – 5:36 (Alicia Keys, Tenisha Smith, Kerry Brothers Jr.)
7. A Woman's Worth – 5:03 (Alicia Keys, Erika Rose)
8. Jane Doe – 3:48 (Alicia Keys, Kandi Burruss)
9. Goodbye – 4:21 (Alicia Keys)
10. The Life – 5:25 (Alicia Keys, Tenisha Smith, Kerry Brothers Jr.)
11. Mr. Man (feat. Jimmy Cozier) – 4:09 (Alicia Keys, Jimmy Cozier)
12. Never Felt This Way (Interlude) – 2:01 (Brian McKnight)
13. Butterflyz – 4:08 (Alicia Keys)
14. Why Do I Feel So Sad – 4:25 (Alicia Keys, Warryn Smiley Campbell)
15. Caged Bird – 3:02 (Alicia Keys)
16. Lovin' U (hidden track) – 3:48 (Alicia Keys)

## Successo commerciale
Songs in A Minor ha esordito al primo posto della Billboard 200 statunitense, vendendo 236.000 copie nella prima settimana. L'album ha trascorso un totale di tre settimane non consecutive al primo posto, ed è diventato il tredicesimo album più venduto del 2001. A giugno 2014, l'album ha venduto 6.348.000 copie negli Stati Uniti. Billboard ha posizionato l'album al numero 32 della classifica di fine decennio per gli anni 2000 e al numero 12 della classifica Top R&B/Hip-Hop Albums di fine decennio.

## Classifiche
| Classifiche (2001-2002) | Posizione raggiunta |
| ----------------------- | ------------------- |
| Australia               | 3                   |
| Austria                 | 4                   |
| Belgio (Fiandre)        | 8                   |
| Belgio (Vallonia)       | 10                  |
| Canada                  | 2                   |
| Danimarca               | 4                   |
| Finlandia               | 8                   |
| Francia                 | 1                   |
| Germania                | 2                   |
| Irlanda                 | 5                   |
| Italia                  | 4                   |
| Norvegia                | 12                  |
| Nuova Zelanda           | 3                   |
| Paesi Bassi             | 1                   |
| Polonia                 | 9                   |
| Regno Unito             | 6                   |
| Spagna                  | 19                  |
| Stati Uniti             | 1                   |
| Svezia                  | 10                  |
| Svizzera                | 3                   |

## Remixed & Unplugged In A Minor
Un anno dopo la pubblicazione di Songs in A Minor, viene pubblicata una ristampa, Remixed & Unplugged in A Minor, contenente alcune delle tracce originarie remixate e/o in versione unplugged (queste ultime registrate alla Key Arena di Seattle il 10 agosto 2002).

### Tracce diRemixed & Unplugged In A Minor
1. Girlfriend (KrucialKeys Sista Girl Mix) 3:27
2. Gangsta Lovin' (Eve featuring Alicia Keys) 3:59
3. Fallin' (feat. Busta Rhymes & Rampage) 3:56
4. A Woman's Worth (Remix) 3:20
5. Butterflyz (Roger's Release Mix) 3:54
6. Troubles (J-Jay & Chris Lum Bootleg Mix) 4:24
7. How Come You Don't Call Me (Neptunes Remix) 4:23
8. Fallin' (Ali Version) 4:30
9. Moonlight Sonata/L'Interludio, Ambivalente/Ain't Misbehavin' 2:22
10. Goodbye 2:49
11. Never Felt This Way 1:45
12. Butterflyz 0:52
13. Caged Bird 2:03
14. I Got A Little Something For You 1:45
15. Someday We'll All Be Free 6:24

La versione della ristampa di Girlfriend è quella usata nel video del singolo, mentre la seconda versione di Fallin' (traccia 8) è una versione particolare usata nel film Alì con Will Smith.